# Файн, Кортни
Ко́ртни Фели́ция Файн (англ. Courtney Felicia Fine; род. 29 апреля 1977 года, Тусон, Аризона, США — ум. 8 марта 2011 года, Лос-Анджелес, Калифорния, США) — американская актриса, сценарист, певица и автор песен. Служила в Палате представителей США.

## Биография
Кортни Фелиция Файн родилась 29 апреля 1977 года в Тусоне (штат Арканзас, США) в семье Гарриет Сандры Файн (девичья фамилия — Финк) и Гарольда Алана Файн. У неё был старший брат — Рэндалл Адам Файн, от которого у Кортни появился племянник — Джейкоб Александр Файн (мать Джейкоба — Венди Пеллинг). Вскоре после рождения Кортни её семья переехала в Лексингтон (штат Кентукки, США).
Окончила с отличием среднюю школу в Пенсильвании и университет со степенью в области связи и торговли.
В возрасте 16 лет она служила в Палате представителей США.
В 2004 году дебютировала в кино, сыграв Робин Рид в фильме «Брифинг». Написала сценарий и сыграла в офф-бродвейском спектакле «Me2». В течение немалых лет она занималась музыкой, писала и исполняла песни.
Ушла из жизни 8 марта 2011 года в Лос-Анджелесе (штат Калифорния, США). Причина смерти — пневмония. Ей было 33 года. Девушка была похоронена 14 марта 2011 года.

## Фильмография
| Год  |   | Русское название | Оригинальное название | Роль        |
| ---- | - | ---------------- | --------------------- | ----------- |
| 2004 | ф | Брифинг          | Briefing              | Робин Рид   |
| 2007 | ф | Разница          | Difference, The       | Бриттани    |
| 2007 | ф | Культ            | Cult                  | член культа |
| 2008 | с |                  | America's Most Wanted | Николь      |